# Kevin Bodde

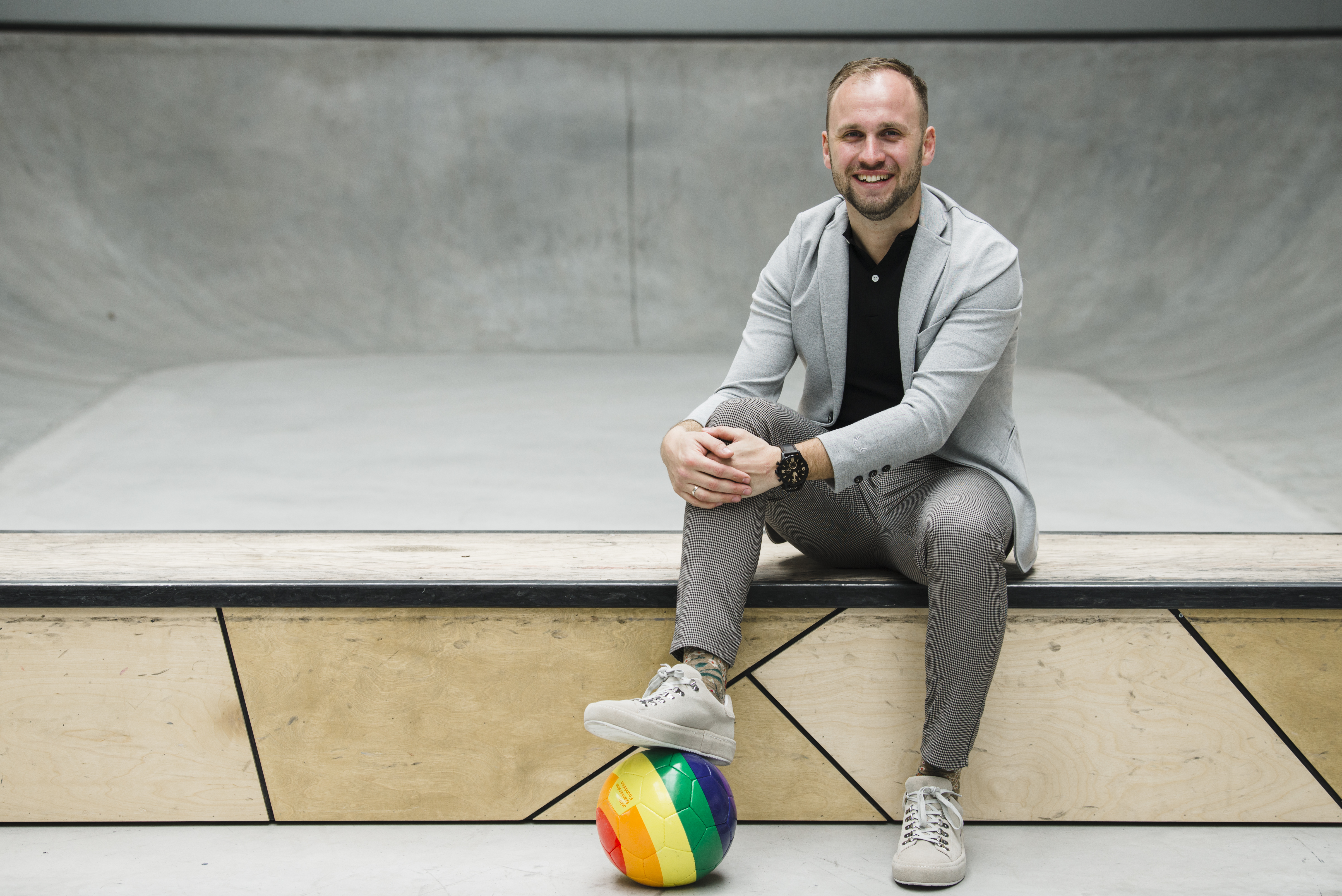
Kevin Bodde

Kevin Bodde (1 februari 1992) is een Nederlandse assistent-voetbalscheidsrechter en activist voor homorechten.
Bodde is als scheidsrechter begonnen bij de club waar hij altijd actief was als voetballer, V.V. Asser Boys. Op 11 maart 2016 heeft hij zijn debuut gemaakt in de Jupiler League bij de wedstrijd Achilles '29 - Almere City FC. Op 1 november 2020 maakte Bodde zijn debuut in de eredivisie bij de wedstrijd Heracles Almelo - FC Utrecht. Dit was in een leeg stadion vanwege de coronapandemie.
Naast het voetbal is Bodde vrijwilliger bij de John Blankenstein Foundation.